# Parc provincial de Danielson
Pour les articles homonymes, voir Danielson.
Le parc provincial de Danielson est un parc provincial de la Saskatchewan au Canada situé le long du lac Diefenbaker.

## Histoire
Le parc provincial de Danielson doit son existence à la construction du barrage Gardiner. C'est avec la sécheresse durant la Grande Dépression qui a durement touché le sud de la Saskatchewan, que la compagne pour l'irrigation de la région a commencé. Une commission royale a été mise en place en 1952 et elle recommanda la construction du barrage. Les travaux débutèrent en 1959 et furent terminés huit ans plus tard. La mise en réservoir de la vallée a créé le lac Diefenbaker et la mise en valeur de ce dernier a rapidement été établie. La prairie fut altérée par les plantations d'arbres et des plages et des mises à l'eau ont été construites.
Le parc ouvre au public en 1971 et est nommé d'après le député provincial d'origines suédoises, Gustaf Herman Danielson.